# تشراس

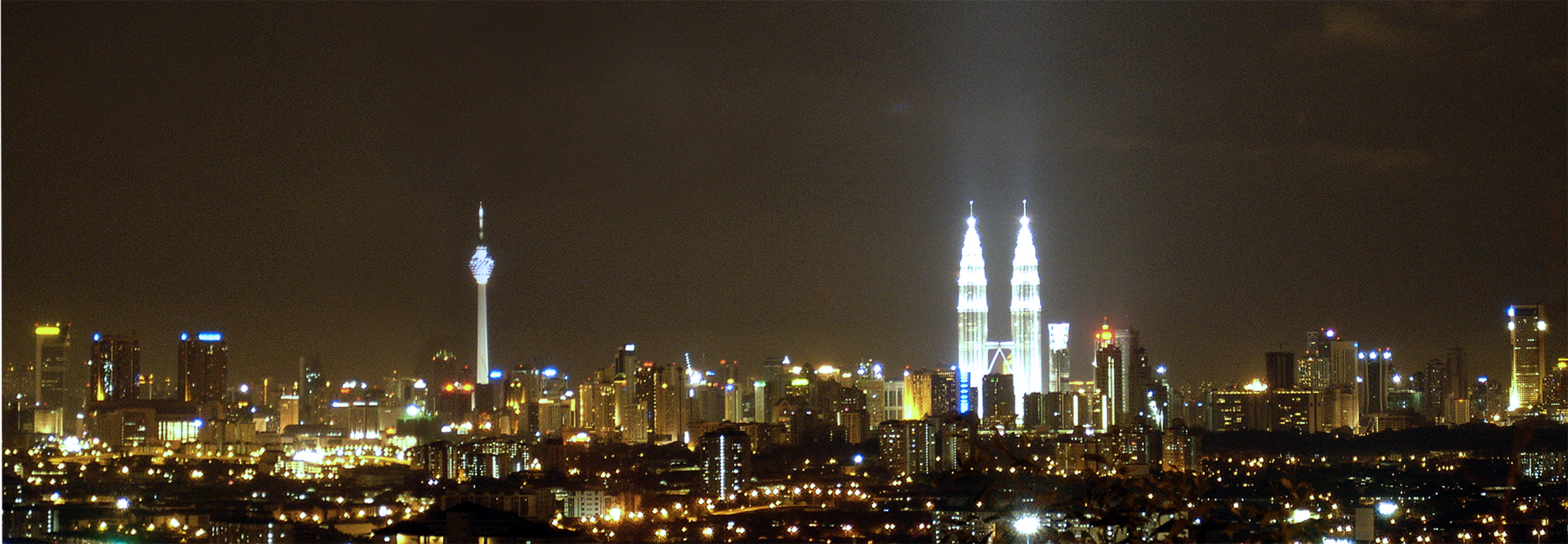
أفق كوالا لمبور ليلًا. التقطت هذه الصورة من بعض التلال الواقعة في تشِراس.

تشِراس أو چِراس (باللغة الماليزية: Cheras) هي إحدى ضواحي العاصمة الماليزية كوالا لمبور، وتقع تحديدًا جنوب شرق كوالا لمبور. وجزءٌ من تشِراس يُعَد جزءًا من ولاية كوالا لمبور الفيدرالية بينما الجزء الآخر جزء من ولاية سلاغور.
وتَحُدُّ تشِراس أمبانغ [الإنجليزية] من جهة الشمال، وكاجانغ [الإنجليزية] من جهة الجنوب، وكل هذه المناطق والضواحي تُعَدُّ ضِمْن منطقة كوالا لمبور الحضرية.
واسم تشِراس في الأساس اسمٌ باللغة التامِلِيّة لمملكة تاريخية تقع في أراضي ولاية كيرلا الهندية حاليًا، وكان للماليزيين التوامل الدور الهام في إكساب المنطقة هذا الاسم.
وفي تشِراس عدد كبير من الوحدات السكنية والمجمعات التجارية.